# Andrés García García
Andrés García García (Aliaguilla, 11 de febrero de 2004) es un deportista español que compite en tiro en la modalidad de foso.
En el Campeonato Mundial Júnior de Tiro ganó dos medallas, oro en 2021 y plata en 2023, en la prueba de foso individual, y el Campeonato Europeo Júnior ganó dos medallas de oro, por equipo en 2021 e individual en 2022. En la Copa del Mundo disputada en Catar en 2024 obtuvo el primer lugar en el foso individual.
Participó en los Juegos Olímpicos de París 2024, ocupando el vigesimosegundo lugar en la prueba de foso.